# Dnevne životinje
U životinjskom ponašanju, dnevne životinje jesu one životinje koje bivaju aktivne tijekom dana, a miruju tijekom noći. Životinje koje nisu dnevne smatraju se noćnima (aktivne tijekom noći) ili sumračnima (aktivnima prvenstveno tijekom sumraka ili zore). Mnoge su životinjske vrste dnevne, uključujući brojne sisavce, kukce i ptice. Dnevni uzorak često je kontroliran od strane unutarnjeg cirkadijurnog ritma (endogeni ritam) same životinje. U nekih životinja, posebno kukaca, vanjski uzorci okoliša kontroliraju njihovu aktivnost (egzogeni ritam).
Neke noćne ili sumračne životinje koje su domesticirane kao kućni ljubimci postale su dnevne životinje kako bi uskladile svoj ciklus s ciklusom čovjeka. Primjeri su psi i mačke, koji su potekli od vuka i divlje mačke. Međutim, ove životinje mogu pokazati prvotno ponašanje svoje vrste ako su rođene u divljini.